# Synnarstholm
Synnarstholm är en ö nära Pensar i Nagu,  Finland.   Den ligger i Pargas stad i den ekonomiska regionen  Åboland  och landskapet Egentliga Finland. Ön ligger omkring 2 kilometer öster om Pensar, omkring 14 kilometer öster om Nagu kyrka,  34 kilometer söder om Åbo och 150 km väster om Helsingfors. Närmaste allmänna förbindelse är förbindelsebryggan vid Pensar som trafikeras av M/S Nordep. Arean är 0,25 kvadratkilometer.
Terrängen på Synnarstholm är mycket platt. Öns högsta punkt är 25 meter över havet. Den sträcker sig 0,7 kilometer i nord-sydlig riktning, och 0,6 kilometer i öst-västlig riktning.